# سوشابان
سوشابان (به ژاپنی: 奏者番 Sōshaban)، مقام‌های شوگون‌سالاری توکوگاوا در دوره ادو ژاپن بودند. تفاسیر متعارف این عنوان ژاپنی را به عنوان «ارباب تشریفات» تعبیر کرده‌اند.
این عنوان باکوفو که در سال ۱۶۳۲ ایجاد شد، به مقامی از میان دایمیوها اطلاق می‌شد که مسئولیتش معرفی رسمی هاتاموتو و دیگر دایمیوها به شوگون در مراسم بارعام، خواندن فهرست هدایای دریافتی شوگون از حوزه‌های مختلف در طول سال نو و سایر مناسبت‌های تشریفاتی و به‌طور کلی تنظیم جزئیات این مراسم بود. این عنوان در ابتدا به دو دایمیو اختصاص داده شد، اما متعاقباً به بیست و چهار نفر افزایش یافت که وظایف خود را به صورت چرخشی انجام می‌دادند. سوشبان‌ها همچنین مسئول مدیریت نگهبانی قلعه ادو در شب بودند. پس از سال ۱۶۵۸، چهار جیشا-بوگیو از میان سوشبان‌ها انتخاب شدند که همزمان عنوان اصلی خود را حفظ کردند. این عنوان همچنین به رده‌های فودای دایمیو محدود شد. این عنوان در سال ۱۸۶۲ لغو شد.